# Jeff Daniels
Jeffrey Warren Daniels, detto Jeff (Athens, 19 febbraio 1955), è un attore, commediografo, musicista e comico statunitense.
Come attore cinematografico è principalmente noto per i suoi ruoli in La rosa purpurea del Cairo di Woody Allen e in Scemo & più scemo (accanto a Jim Carrey), e per le interpretazioni di Rudy Dearly in La carica dei 101 - Questa volta la magia è vera (accanto a Glenn Close, Hugh Laurie, Mark Williams e Joely Richardson), remake in live-action dell'omonimo classico Disney, dell'ex CEO di Apple John Sculley nel biopic Steve Jobs e del fittizio direttore della NASA Teddy Sanders in Sopravvissuto - The Martian, di Ridley Scott.

## Biografia
Di origini inglesi, scozzesi, irlandesi e tedesche, Daniels è nato ad Athens, Georgia, ed è figlio di Marjorie J (nata Ferguson) e Robert Lee "Bob" Daniels. Ha vissuto in Georgia per sei settimane, ma è cresciuto a Chelsea, Michigan, dove suo padre ha avuto un deposito di legname fino alla sua morte nel 2012. Cresciuto come metodista, ha frequentato la Central Michigan University, dove iniziò ad appassionarsi alla musica e alla recitazione.
Durante la sua carriera ha ricevuto quattro candidature per i Golden Globe, fra cui quella come miglior performance di un attore in una commedia/musical per il film La rosa purpurea del Cairo (1985) di Woody Allen, da cui deriva il nome della sua compagnia teatrale. Ha ricevuto candidature anche per gli Screen Actors Guild Awards, Satellite Awards e altri premi per la sua interpretazione in Il calamaro e la balena del 2005 (London Critics Circle Awards, Independent Spirit Awards Chlotrudis Awards e Gotham Awards).
Usando una ex rimessa per pullman, nel 1986, assieme alla moglie fondò la Purple Rose Theatre Company, compagnia teatrale non profit, con l'intento di valorizzare giovani e nascosti talenti; inoltre ha fondato la casa di produzione Purple Rose Films.

## Carriera

### Carriera teatrale
Daniels ha recitato in numerose produzioni a New York, dentro e fuori Broadway. A Broadway ha recitato in Redwood Curtain di Lanford Wilson, The Golden Age di A.R. Gurney's e Fifth of July di Wilson, per il quale ha vinto un Drama Desk Award come miglior attore non protagonista. Al di fuori di Broadway, egli ha ricevuto una candidatura per i Drama Desk per l'opera Lemon Sky di Wilson ed un Obie Award per la sua performance in E Johnny prese il fucile (Johnny Got His Gun) prodotto dalla Circle Repertory Company.
È tornato in scena nel 2009, recitando nell'opera Il dio del massacro a Broadway con Marcia Gay Harden, Hope Davis e James Gandolfini. Torna nuovamente a Broadway nel 2018 per interpretare Atticus Finch ne Il buio oltre la siepe.

### Carriera cinematografica

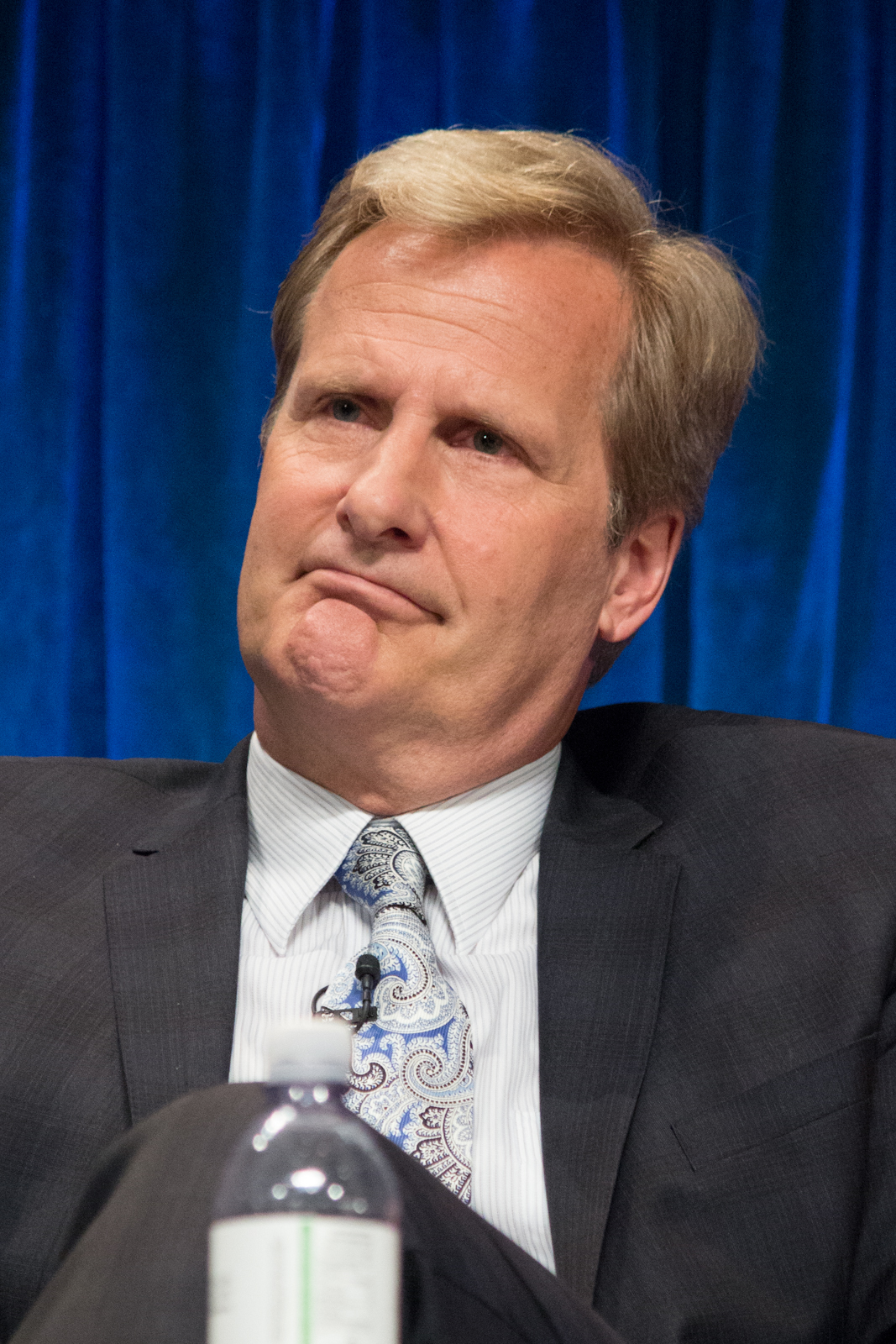
Jeff Daniels nel 2013

Daniels ha debuttato sul grande schermo con il film Ragtime di Miloš Forman nel 1981. Il suo film successivo è stato Voglia di tenerezza, vincitore di cinque Oscar, in cui ha recitato come marito del personaggio interpretato da Debra Winger. Successivamente ha guadagnato una candidatura ai Golden Globe per la sua interpretazione in La rosa purpurea del Cairo diretto da Woody Allen.
Daniels ha ricevuto la sua seconda candidatura ai Golden Globe per aver recitato in Qualcosa di travolgente di Jonathan Demme come un uomo d'affari preso in una notte di fuoco da una misteriosa donna (Melanie Griffith). Nel 1988 partecipò al film Labirinto mortale. In seguito Daniels ha recitato nella commedia horror Aracnofobia nel 1990. L'anno successivo ha recitato in due film (Mal d'amore e Amore e magia) e nel leggendario sketch comico del Saturday Night Live, e l'anno dopo ancora a Caccia al tesoro.
Altro ruolo importante di Daniels è stato quello del colonnello Joshua Chamberlain in Gettysburg, nel quale recitavano fra gli altri Tom Berenger, Martin Sheen, Stephen Lang e Sam Elliot. Nel 1994 interpretò uno dei suoi più famosi ruoli nel demenziale Scemo & più scemo di Peter Farrelly insieme a Jim Carrey. Nello stesso anno recitò nel blockbuster Speed di Jan de Bont con Sandra Bullock e Dennis Hopper. Nel 1996 interpretò Rudy Dearly in La carica dei 101 - Questa volta la magia è vera, remake live-action del classico Disney omonimo a cartoni animati del 1961, in cui recitò accanto a Glenn Close, Joely Richardson, Mark Williams, Hugh Laurie.
Il suo successivo ruolo importante l'ha avuto nel film Debito di sangue di Clint Eastwood, al quale seguì il film vincitore di un Oscar The Hours di Stephen Daldry, accanto a Nicole Kidman, Meryl Streep e Julianne Moore.
Nel 2005 ha poi recitato in Il calamaro e la balena per il quale è stato candidato per la terza volta ai Golden Globe. Lo stesso anno Daniels ha interpretato una parte nell'adattamento cinematografico Il mio amico a quattro zampe. Infine ha preso parte come attore non protagonista nel film candidato all'Oscar Good Night, and Good Luck, diretto da George Clooney. Dal 2012 interpreta Will MacAvoy nella serie televisiva The Newsroom, ruolo per il quale ha vinto un Emmy come miglior attore protagonista in una serie drammatica per gli Emmy Awards 2013.
Nel 2015 ha interpretato il CEO della Apple John Sculley in Steve Jobs, biopic incentrato sulla figura dell'omonimo informatico statunitense; nello stesso anno ha interpretato il fittizio direttore della NASA Teddy Sanders in Sopravvissuto - The Martian, diretto da Ridley Scott e con Matt Damon, Vera Farmiga, Jessica Chastain.

### Carriera musicale
Nel corso degli anni Daniels ha scritto principalmente canzoni riguardanti momenti importanti della propria vita, pubblicando cinque album: Jeff Daniels Live and Unplugged, Jeff Daniels Live at The Purple Rose Theater, Grandfather's Hat, Keep It Right Here, e Together again. Daniels è inoltre comparso sulla copertina di aprile-maggio 2011 sulla rivista Guitar Aficionado e sulla copertina di giugno-agosto 2011 di Making Music Magazine, discutendo della propria esperienza con la musica.

## Vita privata
Daniels è sposato dal 1979 con Kathleen Rosemary Treado, con cui era fidanzato sin dal liceo. Si sono sposati di venerdì 13, poiché il 13 era il numero della sua uniforme da baseball ai tempi del liceo. Nel 1986 Daniels si è trasferito a Chelsea, Michigan, dove la coppia è cresciuta. Hanno tre figli: Benjamin (1984), Lucas (1987) e Nellie (1990).

## Filmografia parziale

### Cinema
- Ragtime, regia di Miloš Forman (1981)
- Voglia di tenerezza (Terms of Endearment), regia di James L. Brooks (1983)
- La rosa purpurea del Cairo (The Purple Rose of Cairo), regia di Woody Allen (1985)
- Una donna, una storia vera (Marie), regia di Roger Donaldson (1985)
- Heartburn - Affari di cuore (Heartburn), regia di Mike Nichols (1986)
- Qualcosa di travolgente (Something Wild), regia di Jonathan Demme (1986)
- Radio Days, regia di Woody Allen (1987)
- Labirinto mortale (The House on Carroll Street), regia di Peter Yates (1988)
- Ancora insieme (Sweet Hearts Dance), regia di Robert Greenwald (1988)
- Al diavolo il paradiso (Checking Out), regia di David Leland (1989)
- Aracnofobia (Arachnophobia), regia di Frank Marshall (1990)
- Roxy - Il ritorno di una stella (Welcome Home, Roxy Carmichael), regia di Jim Abrahams (1990)
- Mal d'amore (Love Hurts), regia di Bud Yorkin (1991)
- Amore e magia (The Butcher's Wife), regia di Terry Hughes (1991)
- Timescape (Grand Tour: Disaster in Time), regia di David Twohy (1992)
- Caccia al tesoro (There Goes the Neighborhood), regia di Bill Phillips (1992)
- Gettysburg, regia di Ronald F. Maxwell (1993)
- Speed, regia di Jan de Bont (1994)
- Scemo & più scemo (Dumb and Dumber), regia di Peter Farrelly (1994)
- L'incredibile volo (Fly Away Home), regia di Carroll Ballard (1996)
- Due giorni senza respiro (2 Days in the Valley), regia di John Herzfeld (1996)
- La carica dei 101 - Questa volta la magia è vera (101 Dalmatians), regia di Stephen Herek (1996)
- Ancora più scemo (Trial and error), regia di Jonathan Lynn (1997)
- Pleasantville, regia di Gary Ross (1998)
- Martin il marziano (My Favorite Martian), regia di Donald Petrie (1999)
- È una pazzia (All the Rage), regia di James D. Stern (1999)
- L'insonne (Chasing Sleep), regia di Michael Walker (2000)
- Escanaba in da Moonlight, regia di Jeff Daniels (2001)
- Super Sucker, regia di Jeff Daniels (2002)
- Debito di sangue (Blood Work), regia di Clint Eastwood (2002)
- The Hours, regia di Stephen Daldry (2002)
- Gods and Generals, regia di Ronald F. Maxwell (2003)
- I Witness - La verità uccide (I Witness) regia di Rowdy Herrington (2003)
- Imaginary Heroes, regia di Dan Harris (2004)
- Il calamaro e la balena (The Squid and the Whale), regia di Noah Baumbach (2005)
- Il mio amico a quattro zampe (Because of Winn-Dixie), regia di Wayne Wang (2005)
- Good Night, and Good Luck., regia di George Clooney (2005)
- Vita da camper (RV), regia di Barry Sonnenfeld (2006)
- Infamous - Una pessima reputazione (Infamous), regia di Douglas McGrath (2006)
- Sguardo nel vuoto (The Lookout), regia di Scott Frank (2007)
- Mama's Boy, regia di Tim Hamilton (2007)
- Space Chimps - Missione spaziale (Space Chimps), regia di Kirk DeMicco (2008) – voce
- Traitor - Sospetto tradimento (Traitor), regia di Jeffrey Nachmanoff (2008)
- State of Play, regia di Kevin Macdonald (2009)
- American Life (Away We Go), regia di Sam Mendes (2009)
- Paper Man, regia di Kieran Mulroney e Michele Mulroney (2009)
- Urlo (Howl), regia di Rob Epstein e Jeffrey Friedman (2010)
- Looper, regia di Rian Johnson (2012)
- Scemo & + scemo 2 (Dumb and Dumber To), regia di Peter e Bobby Farrelly (2014)
- Steve Jobs, regia di Danny Boyle (2015)
- Sopravvissuto - The Martian (The Martian), regia di Ridley Scott (2015)
- The Divergent Series: Allegiant, regia di Robert Schwentke (2016)
- Il ricevitore è la spia (The Catcher Was a Spy), regia di Ben Lewin (2018)
- Guest Artist, regia di Timothy Busfield (2019)
- Adam, regia di Michael Uppendahl (2020)

### Televisione
- Bagliori di guerra (A Rumor of War), regia di Richard T. Heffron – miniserie TV (1980)
- Invasione della privacy (An Invasion of Privacy), regia di Mel Damski – film TV (1983)
- The Caine Mutiny Court-Martial, regia di Robert Altman – film TV (1988)
- Senza rifugio (No Place Like Home), regia di Lee Grant – film TV (1989)
- Teamster Boss: The Jackie Presser Story, regia di Alastair Reid – film TV (1992)
- Frasier – serie TV, episodio 1x05 (1993) – voce
- The Crossing, regia di Robert Harmon – film TV (2000)
- Cheaters - Truffa al liceo (Cheaters), regia di John Stockwell – film TV (2000)
- La scelta di Paula (The Goodbye Girl), regia di Richard Benjamin – film TV (2004)
- The Five People You Meet in Heaven, regia di Lloyd Kramer – film TV (2004)
- Sweet Nothing in My Ear, regia di Joseph Sargent – film TV (2008)
- The Newsroom – serie TV, 25 episodi (2012-2014)
- Godless, regia di Scott Frank – miniserie TV (2017)
- The Looming Tower, regia di Alex Gibney, John Dahl, Ali Selim, Michael Slovis e Craig Zisk – miniserie TV (2018)
- Sfida al presidente - The Comey Rule (The Comey Rule), regia di Billy Ray – miniserie TV (2020)
- American Rust - Ruggine americana (American Rust) – serie TV, 19 episodi (2021-2024)
- Un uomo vero (A Man in Full), regia di Regina King e Thomas Schlamme – miniserie TV (2024)

## Teatro (parziale)
- Sotto il segno dei Gemelli, di Albert Innaurato, regia di Peter Mark Schifter. Helen Hayes Theater di Broadway (1977)
- Fifth of July, di Lanford Wilson, regia di Marshall W. Mason. New Apollo Theatre di Broadway (1980)
- The Golden Age, di A. R. Gurney, regia di John Tillinger. Jack Lawrence Theatre di Broadway (1984)
- Redwood Curtain, di Lanford Wilson, regia di Marshall W. Mason. Brooks Atkinson Theatre di Broadway (1993)
- Le Dieu du Carnage, di Yasmina Reza, regia di Matthew Warchus. Bernard B. Jacobs Theatre di Broadway (2009), Ahmanson Theatre di Los Angeles (2011)
- Blackbird, di David Harrower, regia di Joe Mantello. Belasco Theatre di Broadway (2016)
- Il buio oltre la siepe, da Harper Lee, regia di Bartlett Sher. Shubert Theatre di Broadway (2018)

## Riconoscimenti

### Golden Globe
- 1986 - Nomination al miglior attore in un film commedia o musicale per La rosa purpurea del Cairo
- 1987 - Nomination al miglior attore in un film commedia o musicale per Qualcosa di travolgente
- 2006 - Nomination al miglior attore in un film commedia o musicale per Il calamaro e la balena
- 2013 - Nomination al miglior attore in una serie drammatica per The Newsroom
- 2021 - Nomination al migliore attore protagonista in una miniserie o film per la televisione per Sfida al presidente - The Comey Rule

### Premio Emmy
- 2013 - Miglior attore in una serie drammatica per The Newsroom
- 2014 - Nomination al miglior attore in una serie drammatica per The Newsroom
- 2015 - Nomination al miglior attore in una serie drammatica per The Newsroom
- 2018 - Miglior attore non protagonista in una miniserie per Godless

### Satellite Award
- 1998 - Nomination al miglior attore non protagonista per Pleasantville
- 2007 - Nomination al miglior attore non protagonista per Sguardo nel vuoto
- 2012 - Nomination al miglior attore in una serie drammatica per The Newsroom
- 2014 - Nomination al miglior attore in una serie drammatica per The Newsroom

### Tony Award
- 2009 - Nomination al miglior attore protagonista in un'opera teatrale per Le Dieu du Carnage
- 2016 - Nomination al miglior attore protagonista in un'opera teatrale per Blackbird
- 2019 - Nomination al miglior attore protagonista in un'opera teatrale per Il buio oltre la siepe

### Altri premi
- Teen Choice Awards 2015 - Candidato per la miglior intesa in un film (con Jim Carrey) per Scemo & + scemo 2

## Doppiatori italiani
Nelle versioni in italiano delle opere in cui ha recitato, Jeff Daniels è stato doppiato da:
- Fabrizio Pucci in Ancora più scemo, Cheaters - Truffa al liceo, La scelta di Paula, Infamous - Una pessima reputazione, Mama's Boy, The Divergent Series: Allegiant, Un uomo vero
- Alessandro Rossi in Roxy - Il ritorno di una stella, Il calamaro e la balena, Il ricevitore è la spia, American Rust - Ruggine americana
- Roberto Chevalier in Aracnofobia, L'incredibile volo, Imaginary Heroes
- Angelo Maggi in L'insonne, Steve Jobs, Sfida al presidente - The Comey Rule
- Tonino Accolla in Voglia di tenerezza, Heartburn - Affari di cuore
- Paolo Maria Scalondro in La rosa purpurea del Cairo, State of Play
- Stefano Masciarelli in Scemo & più scemo, Scemo & + scemo 2
- Roberto Draghetti in La carica dei 101 - Questa volta la magia è vera, Martin il marziano
- Francesco Prando in The Hours, Sopravvissuto - The Martian
- Paolo Marchese in Sguardo nel vuoto, Looper
- Marco Mete in American Life, The Newsroom
- Roberto Pedicini in Timescape, Caccia al tesoro
- Sergio Di Stefano in È una pazzia, The Crossing
- Cesare Barbetti in Una donna, una storia vera
- Claudio De Angelis in Qualcosa di travolgente
- Claudio Capone in Radio Days
- Luca Biagini in Labirinto mortale
- Mario Cordova in Ancora insieme
- Massimo De Ambrosis in Amore e magia
- Maurizio Scattorin in Gettysburg
- Massimo Corvo in Speed
- Paolo Triestino in Pleasantville
- Loris Loddi in Debito di sangue
- Massimo Rossi in I Witness - La verità uccide
- Enzo Avolio in Il mio amico a quattro zampe
- Giuliano Santi in Good Night, and Good Luck
- Paolo Buglioni in Vita da camper
- Rodolfo Bianchi in Traitor - Sospetto tradimento
- Luciano Roffi in Urlo
- Gianni Giuliano in Godless
- Dario Oppido in The Looming Tower

Da doppiatore è sostituito da:
- Roberto Gammino in Frasier
- Luca Biagini in Space Chimps - Missione spaziale